# Білилівська сільська рада
Білилівська сільська рада — колишня адміністративно-територіальна одиниця та орган місцевого самоврядування у Білилівському, Попільнянському і Ружинському районах Бердичівської округи, Київської й Житомирської областей УРСР та України з адміністративним центром у с. Білилівка.

## Населені пункти
Сільській раді були підпорядковані населені пункти:
- с. Білилівка
- с. Йосипівка
- с. Котелянка

## Населення
Кількість населення сільської ради, станом на 1924 рік, становила 7 948 осіб.
Відповідно до перепису населення СРСР, на 17 грудня 1926 року чисельність населення ради становила 6 031 особу, з них за статтю: чоловіків — 2 927, жінок — 3 104; етнічний склад: українців — 5 567, росіян — 44, євреїв — 87, поляків — 826, інші — 7. Кількість домогосподарств — 1 347, з них, несільського типу — 99.
Відповідно до результатів перепису населення 1989 року, кількість населення ради, станом на 1 грудня 1989 року, складала 2 788 осіб.
Станом на 5 грудня 2001 року, відповідно до перепису населення України, кількість мешканців сільської ради складала 2 749 осіб.

## Склад ради
Рада складалася з 16 депутатів та голови.

### Керівний склад сільської ради
| ПІБ                             | Основні відомості                                                 | Дата обрання | Дата звільнення |
| ------------------------------- | ----------------------------------------------------------------- | ------------ | --------------- |
| Прокопчук Олександр Миколайович | Сільський голова, 1972 року народження, освіта                    | 26.03.2006   | 31.10.2010      |
| Прокопчук Олександр Миколайович | Сільський голова, 1972 року народження, освіта вища, безпартійний | 31.10.2010   |                 |

Примітка: таблиця складена за даними джерела

## Історія
Утворена 1923 року в складі сіл Білилівка, Юзвин та хуторів Касцерів, Квашів, Зосин, Котелянця, Кульшенка та селища залізничної станції Роставиця Білилівської волості Бердичівського повіту Київської губернії. 24 лютого 1926 року в містечковій частині Білилівки було утворено єврейську селищну раду, кількість населення котрої становила 1 895 мешканців, з них — 1894 євреї та 1 українець, 869 чоловіків та 1 026 жінок. Господарств — 474, з них, 461 — несільського типу.
В 1927 році с. Юзвин увійшло до складу новоствореної Юзвинської сільської ради Ружинського району. 11 серпня 1954 року, внаслідок ліквідації тієї ради, село, вже з назвою Йосипівка, було повернуте до складу Білилівської сільської ради.
Відповідно до інформації довідника «Українська РСР. Адміністративно-територіальний поділ», станом на 1 вересня 1946 року сільрада входила до складу Ружинського району, на обліку в раді перебувало с. Білилівка.
Станом на 1 січня 1972 року сільська рада входила до складу Ружинського району Житомирської області, на обліку в раді перебували села Білилівка, Йосипівка та Котелянка.
17 липня 2020 року сільську раду ліквідовано. Територію та населені пункти ради, відповідно до розпорядження Кабінету Міністрів України № 711-р від 12 червня 2020 року «Про визначення адміністративних центрів та затвердження територій територіальних громад Житомирської області», включено до складу Ружинської селищної територіальної громади Бердичівського району Житомирської області.
Входила до складу Білилівського (7.03.1923 р.), Ружинського (17.06.1925 р., 4.01.1965 р.) та Попільнянського (30.12.1962 р.) районів.